# Вашингтон (округ, Орегон)
Шаблон:StateAbbr_ 45°34′ пн. ш. 123°05′ зх. д. / 45.56° пн. ш. 123.09° зх. д.
Округ Вашингтон (англ. Washington County) — округ (графство) у штаті Орегон, США. Ідентифікатор округу 41067.

## Історія
Округ утворений 1843 року.

## Демографія
За даними перепису
2000 року
загальне населення округу становило 445342 осіб, зокрема міського населення було 414750, а сільського — 30592.
Серед мешканців округу чоловіків було 221712, а жінок — 223630. В окрузі було 169162 домогосподарства, 114074 родин, які мешкали в 178913 будинках.
Середній розмір родини становив 3,14.
Віковий розподіл населення поданий у таблиці:
| Стать    | До 15 років | 15-21 | 22-29 | 30-39 | 40-49 | 50-65 | 65-85 | Понад 85 |
| -------- | ----------- | ----- | ----- | ----- | ----- | ----- | ----- | -------- |
| Чоловіки | 51847       | 20887 | 29485 | 39587 | 35161 | 29006 | 14168 | 1571     |
| Жінки    | 49296       | 19509 | 27772 | 37113 | 35647 | 30681 | 19695 | 3917     |

## Суміжні округи
- Колумбія — північ
- Мултнома — схід
- Клакамас — південний схід
- Ямгілл — південь
- Тілламук — захід
- Клетсоп — північний захід

## Виноски
1. ↑  U.S. Decennial Census. US Census Bureau. Архів оригіналу за 19 липня 2018. Процитовано 28 лютого 2015.
2. ↑  Historical Census Browser. University of Virginia Library. Архів оригіналу за 11 серпня 2012. Процитовано 28 лютого 2015.
3. ↑  Forstall, Richard L., ред. (27 березня 1995). Population of Counties by Decennial Census: 1900 to 1990. US Census Bureau. Архів оригіналу за 19 лютого 2015. Процитовано 28 лютого 2015.
4. ↑  Census 2000 PHC-T-4. Ranking Tables for Counties: 1990 and 2000 (PDF). US Census Bureau. 2 квітня 2001. Архів оригіналу (PDF) за 18 грудня 2014. Процитовано 28 лютого 2015.
5. ↑  State & County QuickFacts. US Census Bureau. Архів оригіналу за липень 22, 2011. Процитовано 15 листопада 2013.(англ.) Наведено за англійською вікіпедією.
6. ↑  American FactFinder. Бюро перепису населення США. Архів оригіналу за 26 лютого 2012. Процитовано 31 січня 2008.

| США | Це незавершена стаття з географії США. Ви можете допомогти проєкту, виправивши або дописавши її. |